# Bioelectromagnetisme
Bioelectromagnetisme és l'estudi de la interacció entre camps electromagnètics i entitats biològiques. Les àrees d'estudi inclouen el camp elèctric o els camps electromagnètics produïts per cèl·lules vives, teixits biològics o organismes incloent bacteris bioluminescents; per exemple, el potencial de membrana cel·lular i el corrent elèctric que flueixen en nervis i músculs, com a resultat de potencial d'acció. Uns altres inclouen navegació animal usant el camp geomagnètic; efectes potencials de fonts artificials de camps electromagnètics com telèfon mòbils; i desenvolupar noves teràpies per tractar diverses condicions. El terme també pot referir-se a la capacitat de les cèl·lules, teixits i organismes vius per produir camps elèctrics i la resposta de les cèl·lules als camps electromagnètics.

## Efectes del comportament
Molts efectes del comportament a diferents intensitats s'han informat des de l'exposició als camps magnètics, particularment amb els camps magnètics polsats. El pols específic utilitzat sembla un factor important per a l'efecte conductual observat; per exemple, es va trobar que un camp magnètic polsatori originalment dissenyat per a MRI espectroscòpic, anomenat Low Field Magnetic Stimulation, va millorar temporalment l'estat d'ànim en pacients bipolars, mentre que un altre pols de la ressonància magnètica no va tenir cap efecte. Es va trobar una exposició de cos sencer a un camp magnètic polsant per alterar l'equilibri dempeus i la percepció del dolor en altres estudis.